# Lápi szarvas
A lápi szarvas (Blastocerus dichotomus) az emlősök (Mammalia) osztályának párosujjú patások (Artiodactyla) rendjébe, ezen belül a szarvasfélék (Cervidae) családjába és az őzformák (Capreolinae) alcsaládjába tartozó faj.
A Blastocerus szarvasnem típusfaja és egyben az egyetlen élő faja is, mivel e nembe még két fosszilis faj is tartozik.

## Előfordulása
Dél-Amerikában, Argentína, Bolívia, Brazília, Peru és Paraguay területén honos. Uruguayból kihalt.

## Megjelenése
A szőre nyáron vörösesbarna, télen meg sötétbarna. A lápi szarvas a legnagyobb dél-amerikai szarvas, fej-testhossza 153-200 centiméter, marmagassága 100-127 centiméter és farokhossza 12–16 centiméter. A bika agancsa 60 centiméter. Testtömege 80–125 kilogramm között van, bár egyes bika elérheti a 150 kilogrammot is. Ez a szarvasfaj az Odocoileus-fajokra hasonlít, bár nagyobb náluk.

## Életmódja
A csorda körülbelül 6 állatból áll, a csordában csak 1 bika van. Táplálékának 50%-a fű, a hüvelyesek 31%. Természetes ellenségei a jaguár és a puma. Habár jól tud úszni, a 70 centiméternél sekélyebb vizeket kedveli. Évszakonként kisebb vándorutakat tesz meg az ártéri területek környékén.

## Szaporodása
A 271 napos vemhesség végén általában egy, ritkán két gida születik - október és november között. A fehéres gidának nincsenek foltjai, de egy év múlva már hasonlít a szüleire.

## Természetvédelmi állapota
Az élőhelyének szűkülése fenyegeti. A Természetvédelmi Világszövetség (IUCN) és a Washingtoni egyezmény (CITES) sebezhető fajként tartják számon ezt az állatot.

### Fordítás
- Ez a szócikk részben vagy egészben  a   Marsh deer című angol Wikipédia-szócikk ezen változatának fordításán alapul.  Az eredeti cikk szerkesztőit annak laptörténete sorolja fel. Ez a jelzés csupán a megfogalmazás eredetét és a szerzői jogokat jelzi, nem szolgál a cikkben szereplő információk forrásmegjelöléseként.